# الحدائق والمنتزهات (مسلسل)
الحدائق والمنتزهات (بالإنجليزية: Parks and Recreation) مُسلسل كوميدي أمريكي. بطولة آيمي بولر بدور ليزلي نوب موظفة تعمل في دائرة الحدائق والمنتزهات في مدينة باوني، انديانا (مدينة خيالية)، وإعداد غريغ دانيلز ومايكل شور، عُرض المسلسل على قناة «NBC» من 9 أبريل، 2009 حتى 24 فبراير، 2015، استمر لسبعة مواسم (125 حلقة). كما يظهر في المُسلسل رشيدة جونز، عزيز أنصاري، نيك أوفرمان، أوبري بلازا، بول شنايدر، كريس برات، ادم سكوت، روب لوو، جيم اوهير، ريتا وبيلي شنايدر. كما تكرر ظهور عدة ممثلين مشاهير كضيوف مثل ويل آرنيت، سام إليوت، بيل موري، لويس سي.كي. وبول رود.

## الممثلين والشخصيات

### شخصيات رئيسية
- آيمي بولر بدور ليزلي نوب
- رشيدة جونز بدور آن بيركنز
- عزيز أنصاري بدور هافرفورد
- نيك أوفرمان بدور رون سوانسون
- أوبري بلازا بدور أبريل لودغيت
- بول شنايدر بدور مارك برينداناويز
- كريس برات بدور آندي دوير

### شخصيات ثانوية
- ادم سكوت بدور بين وايات
- روب لوو بدور كريس ترايغر
- جيم اوهير بدور جيري غيرغتش
- ريتا بدور دونا ميغل
- بيلي ايكنير بدور كريغ ميدلبروكس

### شخصيات متكررة
- ميغان مولالي
- لوسي لوليس
- بليك أندرسون
- فريد آرميسين
- ويل آرنيت
- كريستين بيل
- إتش جون بنيامين
- كريس بوش
- لويس سي.كي.
- سام إليوت
- ويل فورت
- جون هام
- نك كرول
- نتالي موراليس (ممثلة)
- باركر بوزي
- أندي سامبيرج
- روي هيبرت
- ديتليف شريمبف
- جستن ثيروكس
- هنري وينكلر
- بول رود
- جو بايدن
- نيوت جينجريتش
- جون ماكين
- ميشيل أوباما

## الحلقات

### نظرة عامة

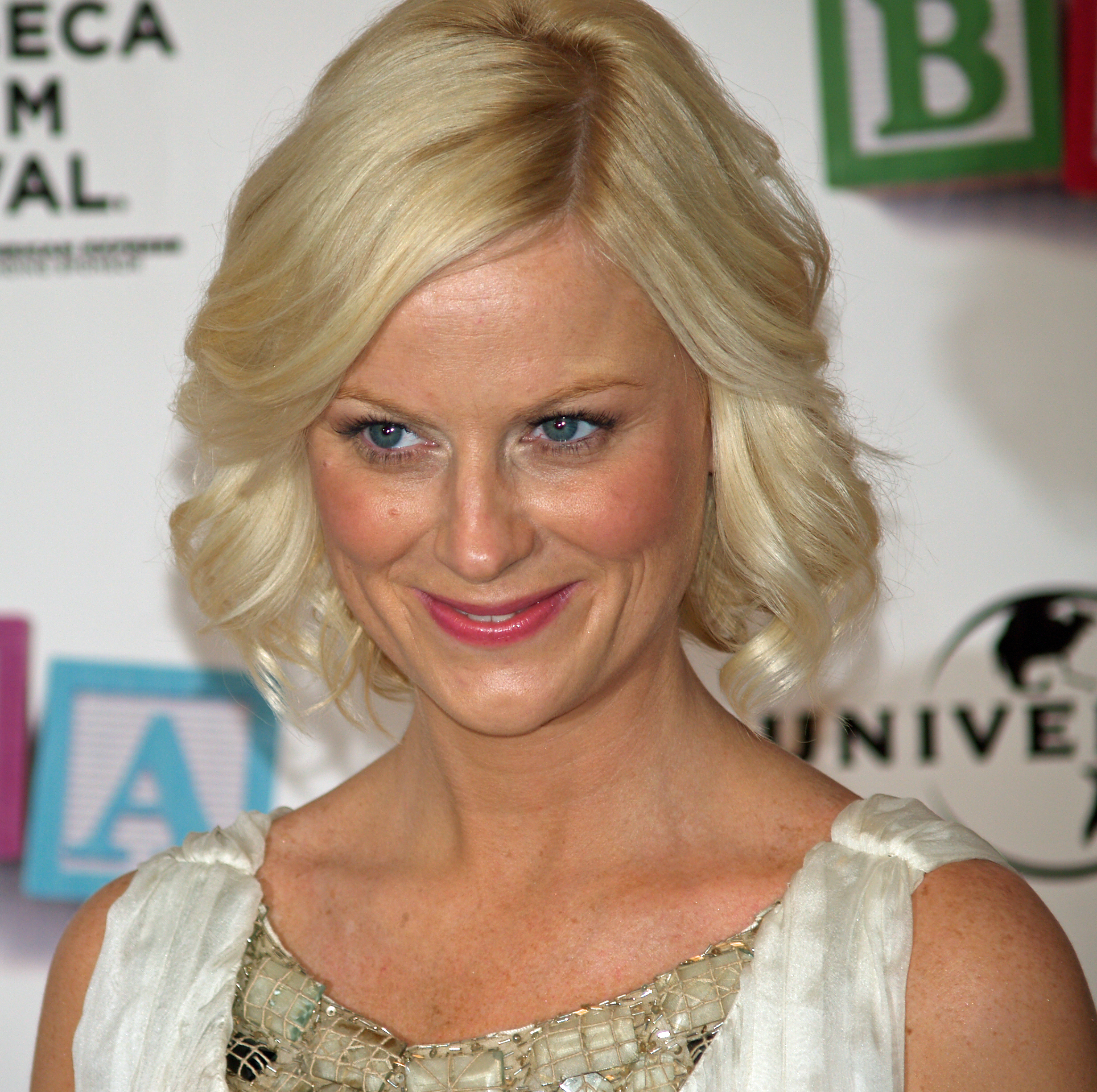
آيمي بولر.

| الموسم | الحلقات | الحلقات | الأصلي         | الأصلي         | المرتبة | عدد المشاهدين (مليون) |
| الموسم | الحلقات | الحلقات | الأول          | الأخير         | المرتبة | عدد المشاهدين (مليون) |
| ------ | ------- | ------- | -------------- | -------------- | ------- | --------------------- |
| 1      | 6       | 6       | 9 أبريل 2009   | 14 مايو 2009   | 96      | 6.00                  |
| 2      | 24      | 24      | 17 سبتمبر 2009 | 20 مايو 2010   | 108     | 4.60                  |
| 3      | 16      | 16      | 20 يناير 2011  | 19 مايو 2011   | 116     | 5.10                  |
| 4      | 22      | 22      | 22 سبتمبر 2011 | 8 مايو 2012    | 134     | 4.40                  |
| 5      | 22      | 22      | 20 سبتمبر 2012 | 2 مايو 2013    | 111     | 4.06                  |
| 6      | 22      | 22      | 26 سبتمبر 2013 | 24 أبريل 2014  | 115     | 3.76                  |
| 7      | 13      | 13      | 13 يناير 2015  | 24 فبراير 2015 | 119     | 4.57                  |

## الجوائز والترشيحات
الجوائز والترشيحات التي حصل عليها المسلسل.

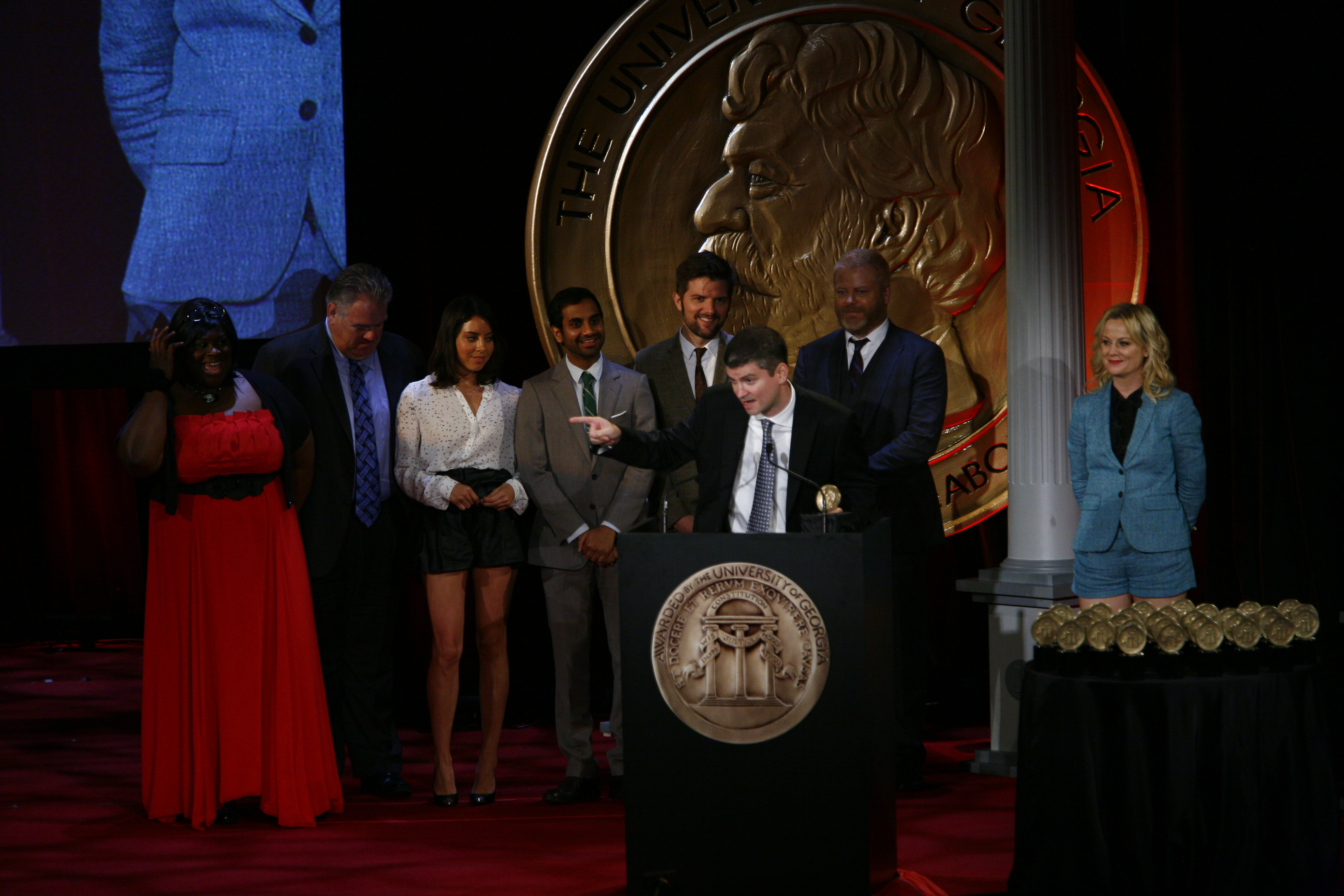
طاقم تمثيل المسلسل في حفل جوائز بيبودي.

| السنة | الجائزة                    | الفئة                                          | المرشحين                             | النتيجة |
| ----- | -------------------------- | ---------------------------------------------- | ------------------------------------ | ------- |
| 2010  | جوائز الإيمي برايم تايم    | أفضل ممثلة دور رئيسي في مسلسل كوميدي           | آيمي بولر                            | ترشيح   |
| 2010  | جوائز بيبول تشويس          | ممثلة مسلسل كوميدي مفضلة                       | آيمي بولر                            | ترشيح   |
| 2010  | جوائز TCA                  | الانجاز الفردي بالكوميديا                      | نيك أوفرمان                          | ترشيح   |
| 2010  | جوائز انترتينمنت ويكلي     | افضل مسلسل كوميدي                              | مسلسل الحدائق والمنتزهات             | ترشيح   |
| 2010  | جوائز انترتينمنت ويكلي     | أفضل ممثلة دور مساند في مسلسل كوميدي           | نيك أوفرمان                          | ترشيح   |
| 2011  | جوائز نقاد التيليفزيون     | أفضل ممثلة دور رئيسي في مسلسل كوميدي           | آيمي بولر                            | ترشيح   |
| 2011  | جوائز نقاد التيليفزيون     | افضل مسلسل كوميدي                              | مسلسل الحدائق والمنتزهات             | ترشيح   |
| 2011  | جوائز نقاد التيليفزيون     | أفضل ممثل دور مساند في مسلسل كوميدي            | نيك أوفرمان                          | فوز     |
| 2011  | جوائز TCA                  | الانجاز الفردي بالكوميديا                      | آيمي بولر                            | ترشيح   |
| 2011  | جوائز TCA                  | مسلسل العام                                    | مسلسل الحدائق والمنتزهات             | ترشيح   |
| 2011  | جوائز الإيمي برايم تايم    | افضل مسلسل كوميدي                              | مسلسل الحدائق والمنتزهات             | ترشيح   |
| 2011  | جوائز الإيمي برايم تايم    | أفضل ممثلة دور رئيسي في مسلسل كوميدي           | آيمي بولر                            | ترشيح   |
| 2011  | جوائز معهد الفيلم الامريكي | مسلسل تيليفزيوني                               | مسلسل الحدائق والمنتزهات             | ترشيح   |
| 2012  | جائزة غولدن غلوب           | أفضل ممثلة دور رئيسي في مسلسل كوميدي           | آيمي بولر                            | ترشيح   |
| 2012  | جوائز الكوميديا            | افضل مسلسل كوميدي                              | مسلسل الحدائق والمنتزهات             | فوز     |
| 2012  | جوائز الكوميديا            | أفضل ممثلة دور رئيسي في مسلسل كوميدي           | آيمي بولر                            | فوز     |
| 2012  | جوائز TCA                  | الانجاز الفردي بالكوميديا                      | آيمي بولر                            | ترشيح   |
| 2012  | جوائز TCA                  | افضل مسلسل كوميدي                              | مسلسل الحدائق والمنتزهات             | ترشيح   |
| 2012  | جوائز الإيمي برايم تايم    | أفضل ممثلة دور رئيسي في مسلسل كوميدي           | آيمي بولر                            | ترشيح   |
| 2012  | جوائز الإيمي برايم تايم    | أفضل كتابة لمسلسل كوميدي                       | آيمي بولر حلقة "المناظرة"            | ترشيح   |
| 2012  | جوائز الإيمي برايم تايم    | أفضل كتابة لمسلسل كوميدي                       | مايكل شور حلقة "فوز، خسارة او تعادل" | ترشيح   |
| 2013  | جائزة غولدن غلوب           | أفضل ممثلة دور رئيسي في مسلسل كوميدي او موسيقي | آيمي بولر                            | ترشيح   |
| 2013  | جوائز الإيمي برايم تايم    | أفضل ممثلة دور رئيسي في مسلسل كوميدي           | آيمي بولر                            | ترشيح   |
| 2013  | جوائز غرايس                | افضل مسلسل كوميدي                              | مسلسل الحدائق والمنتزهات             | فوز     |
| 2013  | جوائز غرايس                | أفضل ممثلة                                     | آيمي بولر                            | فوز     |
| 2014  | جائزة غولدن غلوب           | أفضل ممثلة في مسلسل كوميدي او موسيقي           | آيمي بولر                            | فوز     |
| 2014  | جائزة غولدن غلوب           | افضل مسلسل كوميدي                              | مسلسل الحدائق والمنتزهات             | ترشيح   |
| 2014  | جوائز الإيمي برايم تايم    | أفضل ممثلة دور رئيسي في مسلسل كوميدي او موسيقي | آيمي بولر                            | ترشيح   |
| 2015  | جوائز الإيمي برايم تايم    | افضل مسلسل كوميدي                              | مسلسل الحدائق والمنتزهات             | ترشيح   |
| 2015  | جوائز الإيمي برايم تايم    | أفضل ممثلة دور رئيسي في مسلسل كوميدي           | آيمي بولر                            | ترشيح   |

## الأقراص المدمجة والمشاهدة على الإنترنت
صدر الموسم الأول من مسلسل الحدائق والمنتزهات على قرص مدمج (DVD) في سبتمبر 1، 2009، واحتوى على كل الحلقات الستة. والموسم الثاني في نوفمبر 30، 2010. كما شوهد المسلسل على الإنترنت على هيولو، نتفليكس وامازون برايم. كما تتوفر حلقات المسلسل للشراء عبر آي تيونز، والمشاهدة عن طريق تطبيق "NBC" للآيفون والآيباد. كما عرض المسلسل في الشرق الاوسط على شبكة اوربت شوتايم.

## وصلات خارجية
- الموقع الرسمي
- الحدائق والمنتجعات على موقع IMDb (الإنجليزية)
- الحدائق والمنتجعات على موقع ميتاكريتيك (الإنجليزية)
- الحدائق والمنتجعات على موقع الموسوعة البريطانية (الإنجليزية)
- الحدائق والمنتجعات على موقع روتن توميتوز (الإنجليزية)
- الحدائق والمنتجعات على موقع نتفليكس (الإنجليزية)
- الحدائق والمنتجعات على موقع كينوبويسك (الروسية)
- الحدائق والمنتجعات على موقع ألو سيني (الفرنسية)
- الحدائق والمنتجعات على موقع قاعدة بيانات الفيلم (الإنجليزية)